# Worcester (West-Kaap)
Worcester is een plaats in de Zuid-Afrikaanse provincie West-Kaap in de gemeente Breedevallei.
Worcester telt ongeveer 80.000 inwoners.

## Subplaatsen
Het nationaal instituut voor de statistiek, Stats SA, deelt sinds de census 2011 deze hoofdplaats in in 27 zogenaamde subplaatsen (sub place), waarvan de grootste zijn:
Avian Park • Hexpark • Riverview • Roodewal • Worcester Central.

## Zie ook

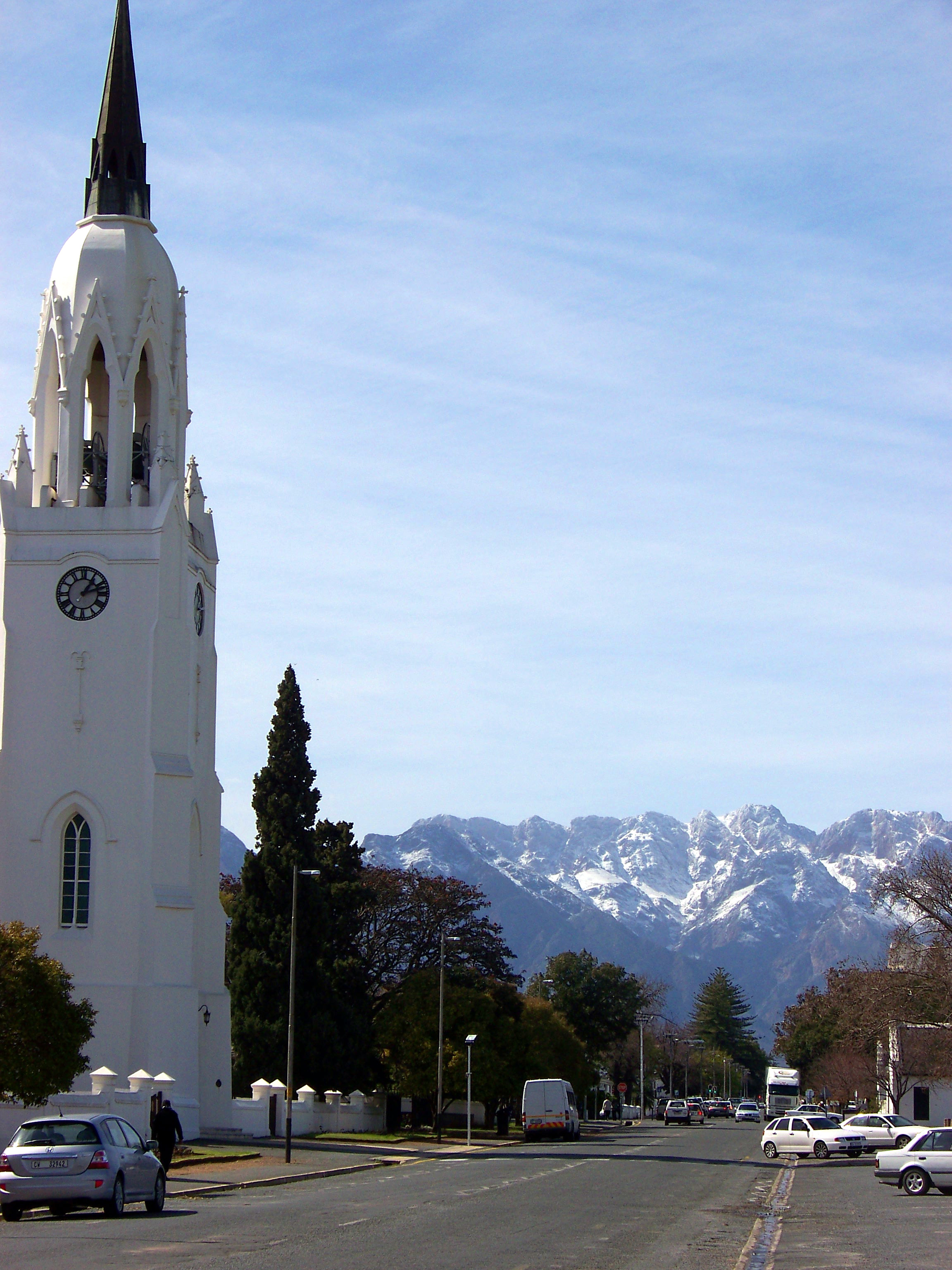
Kerkstraat met links de Nederduitsch Gereformeerde Kerk

## Partnersteden
- Aalst (België)